# Better Than a Thousand
I Better Than a Thousand sono stati un gruppo hardcore punk statunitense appartenente alla scena hardcore di Washington DC e formata dal cantante ex-Youth of Today Ray Cappo, da Graham Land e da Ken Olden dei Battery.

## Storia dei Better Than a Thousand
Il gruppo era un side project degli Shelter, incise due full-length e fece tre tour all'estero prima di sciogliersi alla fine degli anni novanta.

## Discografia

### Album di studio
- 1997 - Just One, (Revelation Records)
- 1999 - Value Driven, (Epitaph Records)
- 1999 - Self Worth, (Grapes of Wrath Records)

### Raccolte
- 1999 - Discography, (Super Soul Records)

### Split
- 1998 - 3 Way Split, con Face of Change e 28 Days

### Singoli
- 1998 - Self Worth

### Apparizioni in compilation
- Fight The World, Not Each Other (A Tribute to 7 Seconds)
- The Rebirth Of Hardcore: 1999
- Anti-Racist Action: Stop Racism the benefit CD

## Formazione
- Ray Cappo - voce
- Graham Land - chitarra
- Jeff Neumann - basso
- Ken Olden - batteria